# L'Estació (l'Espluga de Francolí)
L'Estació és un nucli de població de l'Espluga de Francolí, situat a l'extrem nord de la vila, tocant al barri de la Font Major, limitat per la via del tren i la carretera N-240. Va créixer al voltant de l'edifici de l'estació de la RENFE de la línia Lleida-Reus.
Hi ha alguns xalets i als darrers temps s'hi han instal·lat també algunes petites indústries. Molt a prop s'aixeca l'edifici del Celler Cooperatiu.
L'any 2004 hi havia censats 7 habitants com a residents permanents.